# Bangjangsan
Bangjangsan es una montaña de Jeollabuk-do, al oeste de Corea del Sur. Tiene una altitud de 743 metros.
Su antiguo nombre fue Bandeungsan (半登山, 半燈山) o Bangdeungsan (方登山, 方等山), y junto con Jirisan y Mudeungsan, han sido llamadas como los Samsinsan de Honam.